# Sofia Mensurado
Sofia Mensurado Silva (1992) es una científica portuguesa cuyo trabajo de investigación se centra en los procesos moleculares en inmunoterapia en el cáncer de mama. En 2018, su equipo ganó el premio Janssen.

## Trayectoria
Sofia Mensurado se graduó en Ciencias de la salud en la Universidad de Lisboa y realizó un máster en bioquímica en la Facultad de Ciencias de la misma universidad. Desarrolló su tesis en el Instituto de Medicina Molecular João Lobo Antunes, iMM. Cursó su doctorado en el laboratorio de Bruno Silva-Santos y en 2020 comenzó a ejercer como investigadora postdoctoral en ese mismo instituto.
Mensurado estudia el papel de los linfocitos T en la respuesta inmune al cáncer, específicamente la neutralización de las células T gamma/delta, que ayudan a la proliferación tumoral. Además, también ha estudiado la efectividad de la metionina, un aminoácido, componente de las proteínas, presente en nuestra dieta, para potenciar la inmunoterapia como tratamiento del cáncer de mama.

## Reconocimientos
En 2015, su proyecto de doctorado, titulado Regulación de la aptitud y función de las células T en el microambiente tumoral, fue financiado con una beca de doctorado de la Fundación para la Ciencia y la Tecnología. En abril de 2016 recibió un premio de la Sociedad Portuguesa de Inmunología para realizar una estancia en el extranjero.
En 2018 ganó, junto a Bruno Silva-Santos y a Karine Serre, la segunda edición del premio Janssen Innovation dotado con 30.000 €, por la investigación Los neutrófilos asociados a tumores suprimen las células T pro-tumorales IL-17 + γδ mediante la inducción de oxidantes estrés. Este estudio también obtuvo el Fondo iMM-Renda, otorgado por la Associação Renda y el iMM.

## Publicaciones
Entre 2014 y 2019, Mensurado fue la coautora de varios artículos científicos:
- 2019 - γδ T cells: pleiotropic immune effectors with therapeutic potential in cancer, Nature Reviews Cancer.[13]
- 2019 - γδ-T cells promote IFN-γ–dependent Plasmodium pathogenesis upon liver-stage infection, PNAS.[14]
- 2018 - Tumor-associated neutrophils suppress pro-tumoral IL-17+ γδ T cells through induction of oxidative stress, PLOS Biology.[15]
- 2017 - IL‐23 drives differentiation of peripheral γδ17 T cells from adult bone marrow‐derived precursors, EMBO Reports.[16]
- 2014 - Murine CD27((-)) V gamma 6((+)) gamma delta T cells producing IL-17A promote ovarian cancer growth via mobilization of protumor small peritoneal macrophages, PNAS.[17]